# تولید (صنعت)

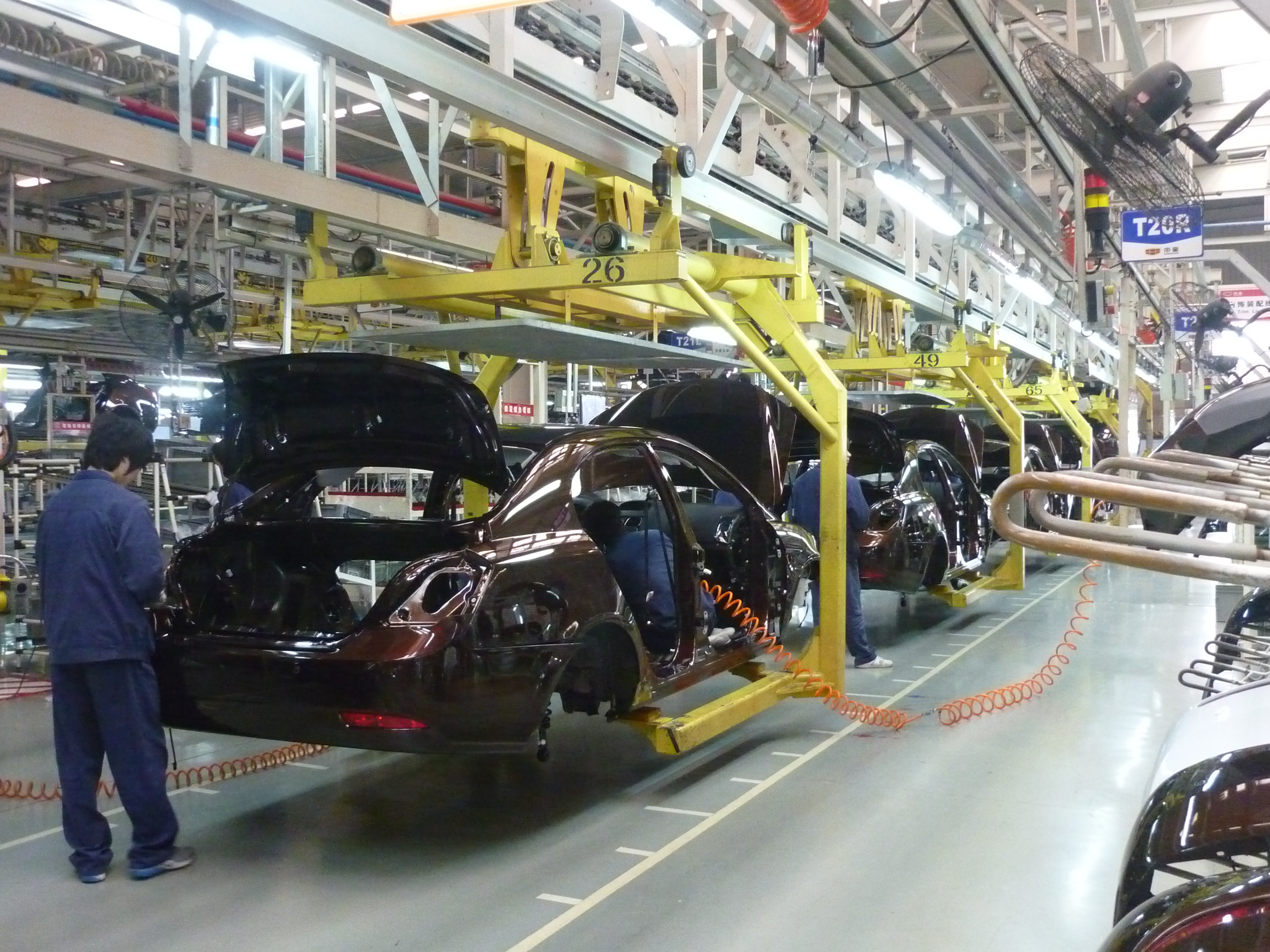
کارخانه تولید خودرو در چین

تولید یا ساخت (به انگلیسی: Manufacturing) به کاربرد ماشین‌آلات، ابزار، فرایندهای شیمیایی و زیستی و نیروی انسانی برای ساخت فراورده‌هایی برای کاربرد یا فروش می‌گویند. این اصطلاح می‌تواند دامنهٔ گسترده‌ای از صنایع دستی تا فناوری‌های پیشرفته را دربرگیرد، که در آن‌ها مواد خام در مقیاسی بزرگ به فراورده دگرگون می‌شوند. چنین فراورده‌هایی می‌توانند برای ساخت فراورده‌های پیچیده‌تر دیگری چون لوازم خانگی یا خودروها به کار روند، یا به عمده‌فروشان فروخته شوند، تا آنان به خرده‌فروشان بفروشند، و آنان نیز به کاربران نهایی(مصرف‌کنندگان) بفروشند.
مهندسی ساخت و تولید یا فرآیندهای ساخت گام هایی است که از راه آن مواد خام به یک فراورده پایانی دگرگون می‌شوند. فرایند ساخت با طراحی فراورده و گزینش ویژگی های موادی آغاز می‌شود که می‌باید فراورده از آن ساخته شود. سپس این مواد از راه فرایندهای ساخت برای دگرگونی به قطعه دلخواه تغییر داده می‌شود.
ساخت، در گروه همهٔ گونه سامانه‌های اقتصادی جای می‌گیرد. در اقتصاد بازار آزاد، ساخت بیشتر به سوی تولید انبوه فراورده‌ها برای فروش به مصرف‌کنندگان به امید سود، رانده می‌شود. در یک اقتصاد اشتراکی، فرایند ساخت بیشتر به سوی حالتی برای عرضه در اقتصاد برنامه‌ریزی‌شدهٔ همگرا، هدایت می‌شود. در اقتصادهای بازار آزاد، ساخت زیر سایه مقررات دولتی روی می‌دهد.
ساخت نوین دربرگیرنده همهٔ فرایندهای میانجی بایسته برای ساخت و یکپارچه‌سازی بخشهای یک فراورده می‌شود.
بخش ساخت بسیار به مهندسی و طراحی صنعتی وابستگی دارد. نمونه‌هایی از سازندگان بزرگ در آمریکای شمالی، جنرال موتورز، جنرال الکتریک، فایزر ودر اروپا گروه فولکس واگن، زیمنس و میشلن و در آسیا، تویوتا، سامسونگ و بریجستون هستند.

## فهرست کشورها بر پایه نرخ فراورده سالانه

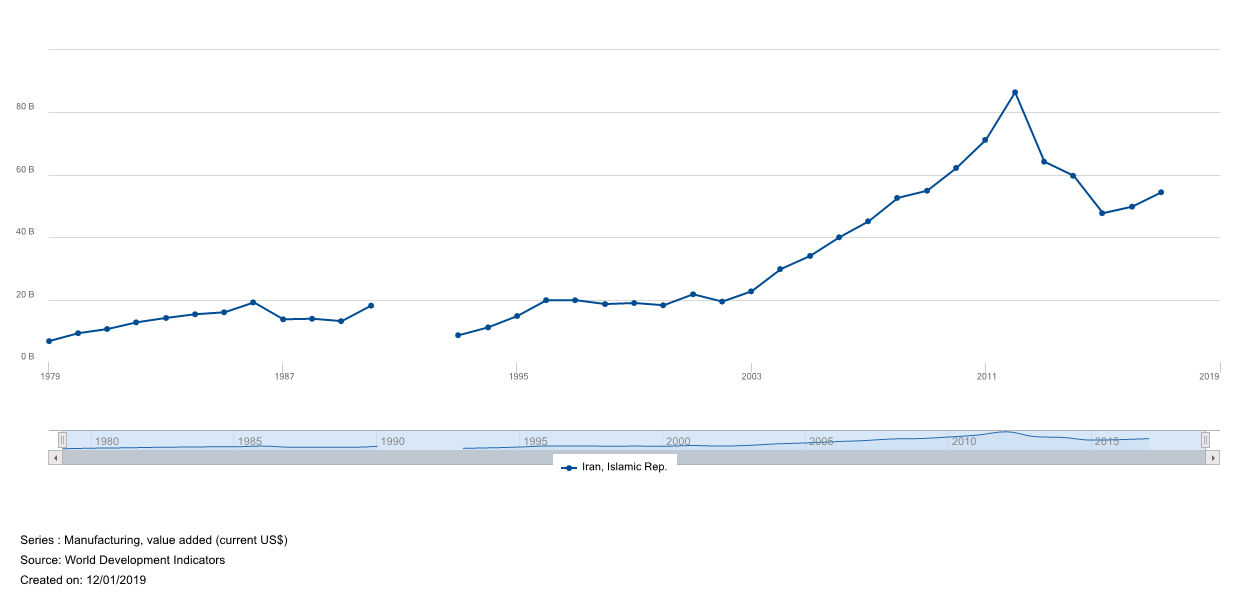
میزان ارزش افزوده تولید(MVA) ایران از سال ۱۹۷۹ تا ۲۰۱۷ - ارزش افزوده تولید با شیبی تند از ۱۹٫۴۱۸ میلیارد دلار در سال ۲۰۰۲ به ۸۶٫۵ میلیارد دلار در سال ۲۰۱۲ رسیده‌است. (منبع: بانک جهانی)

فهرست ۵۰ کشور اصلی تولیدکننده بر پایه گزارش بانک جهانی.
| رتبه | کشور یا ناحیه       | میلیون دلار آمریکا | سال  |
| ---- | ------------------- | ------------------ | ---- |
|      | جهان                | ۱۳٬۸۰۹٬۱۲۲         | ۲۰۱۹ |
| ۱    | چین                 | ۳٬۸۹۶٬۳۴۵          | ۲۰۱۹ |
| ۲    | ایالات متحده آمریکا | ۲٬۳۱۷٬۱۷۶          | ۲۰۱۸ |
| ۳    | ژاپن                | ۱٬۰۲۷٬۹۶۷          | ۲۰۱۸ |
| ۴    | آلمان               | ۷۴۷٬۷۳۱            | ۲۰۱۹ |
| ۵    | کره جنوبی           | ۴۱۶٬۹۰۳            | ۲۰۱۹ |
| ۶    | هند                 | ۳۹۴٬۵۳۱            | ۲۰۱۹ |
| ۷    | ایتالیا             | ۲۹۸٬۴۴۲            | ۲۰۱۹ |
| ۸    | فرانسه              | ۲۶۶٬۶۳۴            | ۲۰۱۹ |
| ۹    | بریتانیا            | ۲۴۳٬۱۱۴            | ۲۰۱۹ |
| ۱۰   | روسیه               | ۲۲۲٬۵۴۴            | ۲۰۱۹ |
| ۱۱   | اندونزی             | ۲۲۰٬۵۰۳            | ۲۰۱۹ |
| ۱۲   | مکزیک               | ۲۱۷٬۸۵۲            | ۲۰۱۹ |
| ۱۳   | برزیل               | ۱۷۳٬۶۶۸            | ۲۰۱۹ |
| ۱۴   | اسپانیا             | ۱۵۴٬۸۳۳            | ۲۰۱۹ |
| ۱۵   | کانادا              | ۱۵۱٬۷۲۴            | ۲۰۱۶ |
| ۱۶   | ترکیه               | ۱۴۳٬۰۱۷            | ۲۰۱۹ |
| ۱۷   | تایلند              | ۱۳۷٬۵۴۴            | ۲۰۱۹ |
| ۱۸   | سوئیس               | ۱۳۱٬۷۱۸            | ۲۰۱۹ |
| ۱۹   | جمهوری ایرلند       | ۱۱۹٬۸۶۸            | ۲۰۱۹ |
| ۲۰   | لهستان              | ۱۰۰٬۰۱۱            | ۲۰۱۹ |
| ۲۱   | هلند                | ۹۹٬۶۴۸             | ۲۰۱۹ |
| ۲۲   | عربستان سعودی       | ۹۹٬۴۳۸             | ۲۰۱۹ |
| ۲۳   | استرالیا            | ۷۸٬۶۵۷             | ۲۰۱۹ |
| ۲۴   | مالزی               | ۷۸٬۲۷۹             | ۲۰۱۹ |
| ۲۵   | اتریش               | ۷۴٬۷۱۰             | ۲۰۱۹ |
| ۲۶   | سنگاپور             | ۷۳٬۶۷۷             | ۲۰۱۹ |
| ۲۷   | فیلیپین             | ۶۹٬۵۶۸             | ۲۰۱۹ |
| ۲۸   | سوئد                | ۶۹٬۲۶۲             | ۲۰۱۹ |
| ۲۹   | بلژیک               | ۶۳٬۵۶۹             | ۲۰۱۹ |
| ۳۰   | ونزوئلا             | ۵۸٬۲۳۶             | ۲۰۱۴ |
| ۳۱   | آرژانتین            | ۵۷٬۷۲۶             | ۲۰۱۹ |
| ۳۲   | بنگلادش             | ۵۷٬۲۸۴             | ۲۰۱۹ |
| ۳۳   | جمهوری چک           | ۵۵٬۲۷۰             | ۲۰۱۹ |
| ۳۴   | ایران               | ۵۳٬۴۱۷             | ۲۰۱۷ |
| ۳۵   | نیجریه              | ۵۱٬۶۳۴             | ۲۰۱۹ |
| ۳۶   | مصر                 | ۴۸٬۲۴۱             | ۲۰۱۹ |
| ۳۷   | پورتوریکو           | ۴۷٬۸۳۴             | ۲۰۱۸ |
| ۳۸   | دانمارک             | ۴۵٬۵۰۷             | ۲۰۱۹ |
| ۳۹   | اسرائیل             | ۴۴٬۳۱۴             | ۲۰۱۸ |
| ۴۰   | ویتنام              | ۴۳٬۱۷۲             | ۲۰۱۹ |
| ۴۱   | رومانی              | ۴۲٬۴۵۳             | ۲۰۱۹ |
| ۴۲   | آفریقای جنوبی       | ۴۱٬۴۰۰             | ۲۰۱۹ |
| ۴۳   | الجزایر             | ۴۱٬۲۷۸             | ۲۰۱۹ |
| ۴۴   | فنلاند              | ۳۸٬۶۷۰             | ۲۰۱۹ |
| ۴۵   | امارات متحده عربی   | ۳۶٬۷۲۷             | ۲۰۱۹ |
| ۴۶   | کلمبیا              | ۳۵٬۴۳۹             | ۲۰۱۹ |
| ۴۷   | پاکستان             | ۳۴٬۶۵۸             | ۲۰۱۹ |
| ۴۸   | عمان                | ۳۰٬۲۸۳             | ۲۰۱۸ |
| ۴۹   | مجارستان            | ۲۹٬۳۴۹             | ۲۰۱۹ |
| ۵۰   | پرو                 | ۲۸٬۷۳۳             | ۲۰۱۸ |